# Audrey Hepburn
Vous lisez un « bon article » labellisé en 2007.
Pour les articles homonymes, voir Hepburn.
Audrey Hepburn ([ˈɔːdɹi ˈhɛpˌbɜːn]) est une actrice britannique, née le 4 mai 1929 à Ixelles (Belgique) et morte le 20 janvier 1993 à Tolochenaz (Suisse).
Alors qu'elle se destinait initialement à la danse, avant de rejoindre le théâtre à la fin des années 1940, le succès de la pièce Gigi (1951) à Broadway lui ouvre les portes du cinéma. En 1954, à seulement 24 ans, elle reçoit l'Oscar de la meilleure actrice pour son interprétation de la princesse Ann dans le film Vacances romaines (1953) de William Wyler.
À quatre autres reprises, elle est nommée aux Oscars, notamment pour le film Diamants sur canapé (1961) de Blake Edwards. Parmi ses autres grands succès, on peut citer Sabrina (1954) et Ariane (1957) de Billy Wilder, Guerre et Paix (1956) de King Vidor d'après le roman de Léon Tolstoï, et la comédie musicale culte My Fair Lady (1964) de George Cukor.
Après 1967, elle met fin à sa carrière d’actrice pour se consacrer à l'aide humanitaire à l'enfance. Elle multiplie les voyages en Afrique et en Amérique latine pour l'UNICEF, dont elle devient ambassadrice de bonne volonté en 1988.
Audrey Hepburn est considérée comme l'une des plus grandes actrices hollywoodiennes des années 1950 et 1960. Aux antipodes des pulpeuses vedettes de cinéma de l'époque, elle incarne un nouveau glamour, plus raffiné : silhouette gracile, visage fin, yeux de biche, sourire malicieux. En 1999, l'American Film Institute la classe à la troisième place de sa liste des plus grandes actrices de films américains de tous les temps, derrière Katharine Hepburn — avec laquelle elle n'a aucun lien de parenté — et Bette Davis.

## Biographie

### Origines familiales
Audrey Hepburn est la fille de Joseph Victor Anthony Ruston (1889-1980), né à Auschitz dans le royaume de Bohême (empire d'Autriche-Hongrie), de père britannique avec des origines irlandaise, autrichienne, écossaise et française. Il pense descendre par sa grand-mère paternelle du troisième époux de la reine d'Écosse Marie Stuart, James Hepburn, comte de Bothwell,.
La mère d'Audrey est la baronne néerlandaise Ella van Heemstra (1900-1984), fille du baron Aarnoud van Heemstra. Âgée de 19 ans, elle a épousé en premières noces le jonkheer Hendric Quarles van Ufford, à qui elle a donné deux fils, Alexander et Ian (Quarles van Ufford). Mais le mariage se termine en divorce en 1925.
Joseph Ruston et Ella van Heemstra se rencontrent vers cette époque et se marient en 1926 aux Indes néerlandaises, à Batavia (actuelle Jakarta en Indonésie). Ils s'installent ensuite en Belgique, à Ixelles (commune située au sud-est de Bruxelles), qui est à l'époque le quartier des étudiants, artistes et intellectuels de Bruxelles.

### Jeunesse
Audrey Ruston naît en 1929 à Ixelles, au no 48 rue Keyenveld. Une plaque commémorative y est apposée. De nature fragile, elle survit de justesse à une coqueluche. En 1931, la famille déménage à Linkebeek, commune plus éloignée dans la banlieue sud-ouest  de Bruxelles.
Enfant joueuse et imaginative, elle est surnommée par son père « Monkey Puzzle ». En 1934, à cinq ans, elle se découvre une passion pour la danse classique. À cette époque, elle vit entre Londres, les Pays-Bas et la Belgique au gré des besoins du métier de son père.[pas clair]
Au début des années 1930, les rapports entre Joseph et Ella se dégradent, leurs querelles deviennent incessantes. Son père devenu sympathisant du national-socialisme (arrivé au pouvoir en Allemagne en janvier 1933), est un membre actif de la British Union of Fascists de 1934 à 1936.
En 1935, il quitte le domicile familial sans laisser un mot et un divorce sera prononcé en 1938. Il sera interné de juin 1940 à avril 1945, en vertu de la Defence Regulation 18B.
En 1937, elle est envoyée dans un pensionnat en Angleterre, à Elham (comté du Kent), où elle reçoit une éducation victorienne stricte.
Le 3 septembre 1939, le Royaume-Uni et la France déclarent la guerre à l'Allemagne : sa mère la fait rentrer aux Pays-Bas, pays neutre. Elles s'installent à Arnhem dans le château de Zijpendaal, puis dans un appartement[pas clair].
Douée pour les langues, Audrey parle couramment l'anglais, le néerlandais, le français, l'espagnol et l'italien. Elle lit beaucoup, notamment Edgar Wallace et E. Phillips Oppenheim. Ses livres favoris sont Heidi et Le Jardin secret. À treize ans, elle a déjà une grande culture littéraire.
En mai 1940, l'armée allemande lance après huit mois de « drôle de guerre », une grande offensive à l'ouest et envahit les Pays-Bas en même temps que la Belgique, puis la France. Les Pays-Bas tombent très rapidement sous le régime de l'occupation, à la fois militaire et politique (application de lois nazies dans les pays occupés).
Pour éviter que son nom à consonance anglaise (« Audrey Ruston ») attire l’attention des occupants, sa mère lui fait faire des faux papiers au nom d'« Edda van Heemstra ». En effet, avoir la nationalité britannique dans les Pays-Bas occupés peut conduire à l'internement, voire à la déportation[réf. nécessaire]. Pendant cette période (entre 11 et 15 ans), Audrey suit des cours de danse classique au conservatoire d'Arnhem. Elle est aussi parfois chargée de porter des messages pour la résistance.[pas clair] Elle lève aussi des fonds grâce à des spectacles. En 1942, son oncle, le comte Otto van Limburg Stirum (époux de la sœur aînée de sa mère) est fusillé par les nazis en représailles d'un acte de sabotage. Bien que n'ayant pas directement participé au sabotage, il fut ciblé à cause de la position de sa famille dans la société néerlandaise et son opposition au nazisme.
Alors que la France est totalement libérée entre juin et décembre 1944, la bataille des Pays-Bas dure de septembre 1944 à avril 1945. Arnhem est ravagée par la bataille qui s'y déroule du 17 au 26 septembre 1944.
Les Pays-Bas subissent alors de terribles restrictions, voire la famine, dont Audrey subit les atteintes. Dénutrie, elle souffre aussi de dépression. Diana Maychick, dans sa biographie de l'actrice, écrit :

« Elle était squelettique. Son régime comportait de la laitue, si possible une pomme de terre, et un horrible pain à base de pois qui se détériorait au fur et à mesure que le ravitaillement devenait plus problématique. Au besoin, Audrey se rabattait sur l'eau et les bulbes de tulipe. Déjà grande, elle pesait moins de 40 kilos, continuait de maigrir et elle était à bout de forces. […] En fait, la malnutrition força Audrey à interrompre les cours de danse pendant un certain temps. »

— Diana Maychick, Audrey Hepburn, Édition 1, Paris, 1993.
Elle en héritera sa silhouette très fine, au point de susciter à plusieurs reprises des rumeurs sur une éventuelle anorexie. Mais ce sont plus probablement les privations de la guerre et la pratique intensive de la danse qui lui donnent cette taille de guêpe qui lui permettra de trouver des emplois d'ingénue mutine et de participer à des films chorégraphiés.

### Débuts de carrière

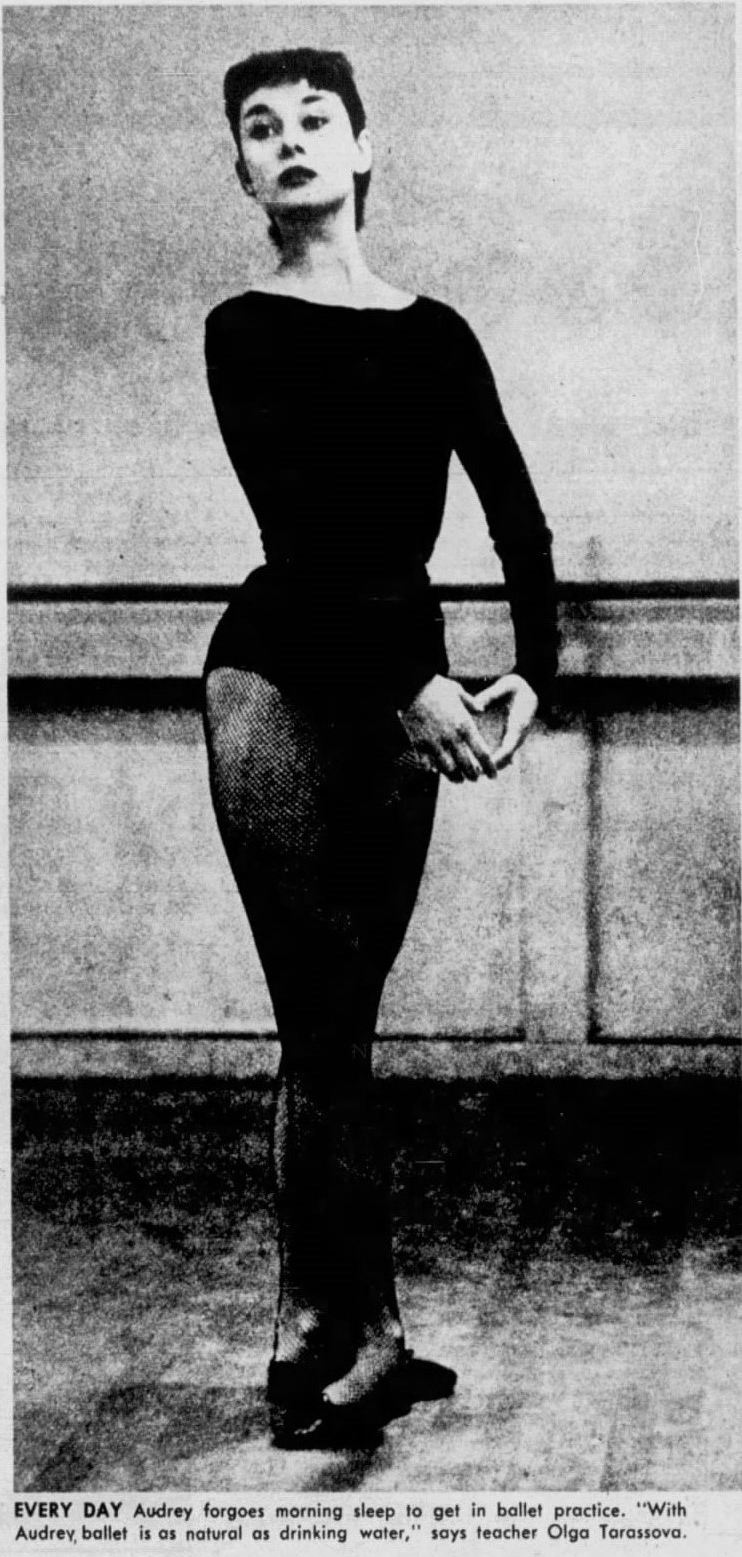
Photo d'Audrey Hepburn en ballerine, parue dans The Virginian-Pilot du 9 mars 1952.

Après la guerre, Audrey Ruston adopte le nom d'Hepburn comme nom de scène, en référence au lointain et hypothétique patronyme de la famille de son père, mais ne change pas d'état civil.
Elle suit encore des cours de danse aux Pays-Bas, avec Sonia Gaskell à Amsterdam. Puis elle déménage à Londres avec sa mère. Elle y reprend ses études et travaille ponctuellement comme mannequin, tout en poursuivant sa formation de ballerine. En 1948, elle prend des cours avec Marie Rambert. Elle doit cependant renoncer à sa vocation, car son corps a trop souffert des privations de la guerre. De plus, elle est trop grande (1,70 m) pour espérer devenir danseuse étoile.
En 1948, elle débute au cinéma avec un petit rôle d'hôtesse de l'air dans Le Néerlandais en sept leçons.
En 1951, les rôles mineurs se multiplient : elle apparaît dans Rires au paradis (où elle incarne justement une ballerine) ou encore Une avoine sauvage. On la voit aussi dans plusieurs publicités, comme celle pour la marque de soins Lacto-Calamine,.

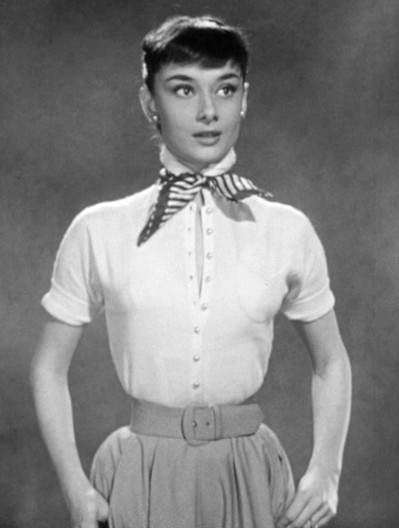
L'actrice lors de ses essais pour le film Vacances romaines (1953).

La même année, elle est remarquée par la grande romancière française Colette sur le tournage de Nous irons à Monte-Carlo, et est choisie pour interpréter le rôle principal dans sa pièce Gigi sur les planches de Broadway. Elle y est mise en scène par Raymond Rouleau qui lui fait comprendre que, sans travail, elle n'arrivera à rien. Le succès de Gigi ouvre alors à la jeune actrice les portes de Hollywood.
En 1953, le réalisateur William Wyler lui offre son premier grand rôle au cinéma dans la comédie romantique Vacances romaines, aux côtés de Gregory Peck, alors que les producteurs voulaient initialement Elizabeth Taylor pour ce rôle. Wyler dira d'Hepburn :

« Elle avait tout ce que je recherchais : charme, innocence et talent. Elle était aussi très drôle et absolument délicieuse. Nous nous sommes dit : "C'est celle qu'il nous faut !" »

Vacances romaines est un succès et, en 1954, Hepburn obtient grâce à celui-ci l'Oscar de la meilleure actrice, le Golden Globe de la meilleure actrice dramatique et le BAFTA de l'actrice britannique. Sa carrière est alors lancée.

### La consécration
En juillet 1953, Audrey Hepburn rencontre l'acteur et réalisateur américain Mel Ferrer lors d’une soirée organisée par Gregory Peck.

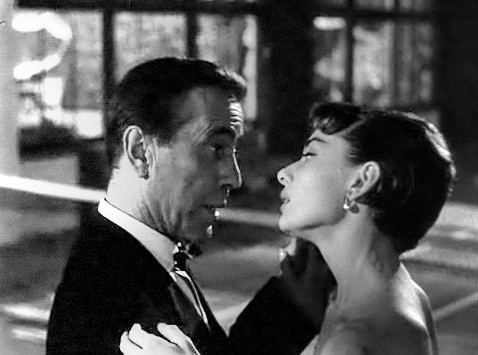
Humphrey Bogart et Audrey Hepburn dans Sabrina (1954).

De 1954 à 1966, elle tourne avec les plus grands acteurs hollywoodiens sous la direction de réalisateurs fameux. Si elle tourne relativement peu de films, elle reste fidèle à quelques réalisateurs comme Stanley Donen, Billy Wilder ou William Wyler. En 1954, elle séduit Humphrey Bogart dans Sabrina. C'est là qu'elle rencontre le couturier Hubert de Givenchy, qui dessine ses tenues pour le film et restera son ami toute sa vie.
Quand on lui propose de jouer dans la pièce de théâtre de Jean Giraudoux, Ondine, elle accepte à condition de jouer avec Mel Ferrer. De février à juin 1954, ils jouent ensemble. Pour son interprétation, l'actrice reçoit un Tony Award. Sa relation avec Mel Ferrer quitte le registre professionnel et ils entament une relation amoureuse. Âgé de douze ans de plus qu'elle, il a déjà été marié trois fois, dont deux avec la même femme, et est père de quatre enfants.

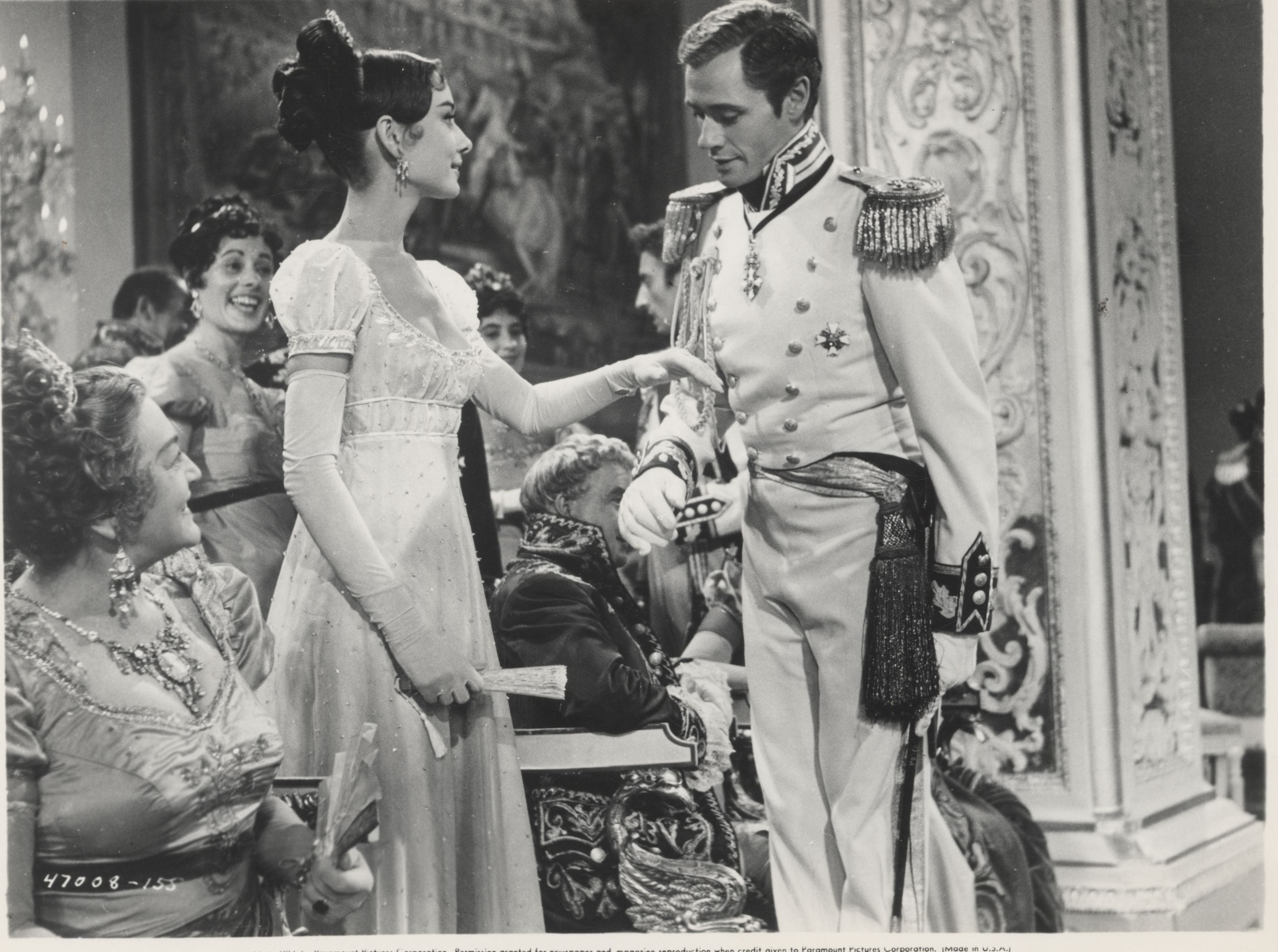
Avec Mel Ferrer dans Guerre et Paix (1956).

Le 25 septembre 1954, ils se marient finalement et achètent un appartement de vacances à Rome. Ils ont un fils, Sean Hepburn Ferrer (en), né le 17 juillet 1960 à Lucerne. Son parrain est l'auteur écossais A. J. Cronin. Le couple joue ensemble à plusieurs reprises, comme dans Guerre et Paix au cinéma, film dans lequel ils incarnent Natacha Rostov et le prince André. Leur carrière professionnelle est alors de plus en plus mêlée.

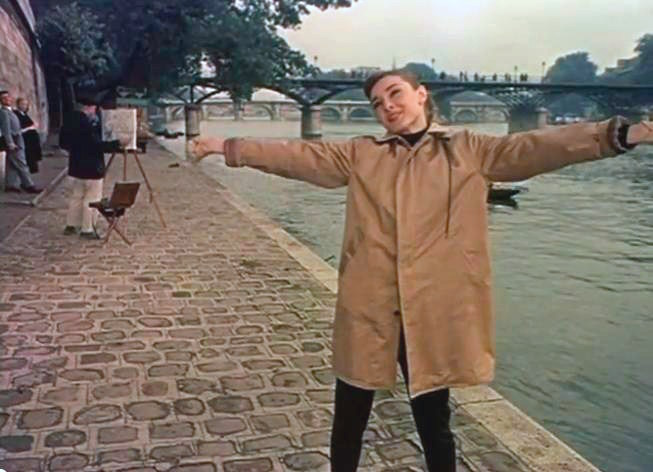
Dans la comédie musicale Drôle de frimousse (1957), sur les quais de Seine à Paris.

En 1957, elle joue avec Fred Astaire dans la comédie musicale Drôle de frimousse. Réalisé par Stanley Donen, le film se déroule en bonne partie à Paris, ville où elle tourne à de nombreuses reprises. Comme dans Sabrina, Edith Head dessine les costumes pour le film sauf ceux d'Audrey Hepburn, toujours réalisés par Hubert de Givenchy.
Toujours en 1957, c'est ensuite la confrontation amoureuse avec Gary Cooper, playboy beaucoup plus âgé qu'elle, dans Ariane, sous le regard inquiet du père, joué par Maurice Chevalier. Puis dans Mayerling (en), elle joue avec son mari pour un programme télévisé de la NBC.
En 1958, elle refuse le rôle de Cléopâtre avec Richard Burton.
En 1959, avec Anthony Perkins, elle joue dans Vertes Demeures, sous la direction de son mari. La même année, elle incarne une religieuse missionnaire en Afrique dans Au risque de se perdre de Fred Zinnemann, film qui lui promettait l'Oscar de l'interprète féminine de l'année 1959, qui fut obtenu finalement par Simone Signoret.
Elle joue aussi dans Le Vent de la plaine (The Unforgiven), réalisé par John Huston, sorti en 1960. Alors enceinte, elle est sérieusement blessée au dos à la suite d'une chute de cheval. Après six semaines à l'hôpital, elle reprend son rôle, avec un corset orthopédique, une minerve et de nouvelles robes pour la cacher. Malheureusement, quelques mois plus tard, elle subit une fausse couche, parfois imputée à son accident sur le tournage de ce film. Audrey Hepburn ne l'a jamais accusé, mais le cinéaste s'en est personnellement voulu. Le reste des scènes d'Audrey est tourné par une doublure.

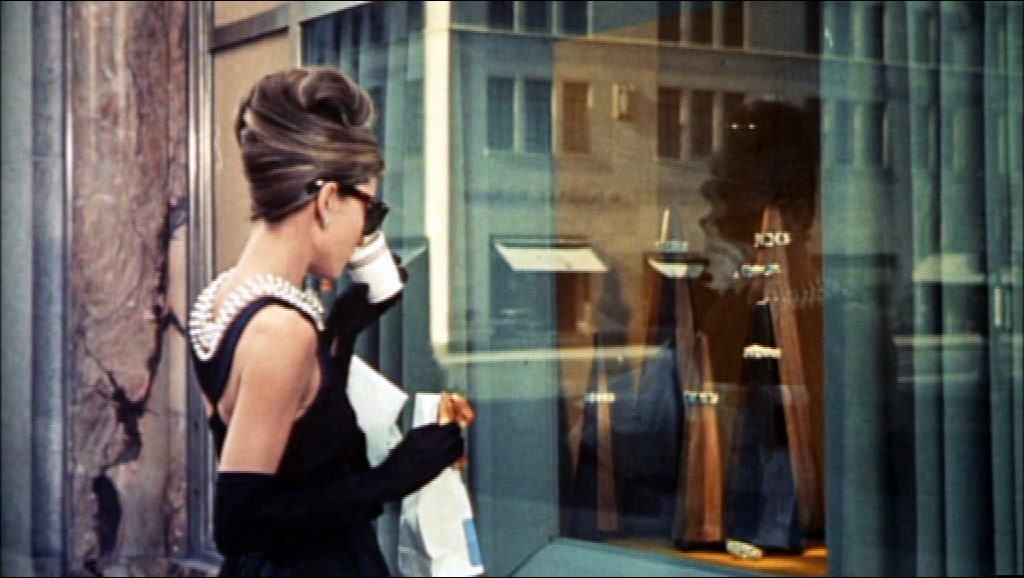
Dans la scène d'introduction de Diamants sur canapé (1961).

Dans les années 1960, sa popularité est à son comble. En 1961, elle revient avec le rôle de Holly Golightly dans Diamants sur canapé, le film de Blake Edwards adapté du roman de Truman Capote. Elle y joue avec George Peppard. Ce rôle la fait entrer dans la légende du cinéma. Ce fut aussi l'un des rôles les plus difficiles pour elle ; elle déclare : « Je suis introvertie. Jouer une femme extravertie a été ce que j'ai eu de plus dur à faire. »
Le 29 mai 1963, pour le (dernier) anniversaire du président américain John Fitzgerald Kennedy, Audrey Hepburn chante « Happy Birthday, dear Jack », prenant ainsi la suite de Marilyn Monroe et de son « Happy Birthday, Mister President. »

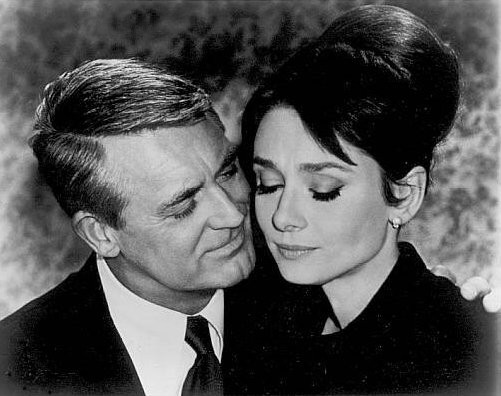
Aux côtés de Cary Grant dans Charade (1963).

En 1963, elle continue à jouer avec des acteurs majeurs, notamment Cary Grant dans Charade. Ce dernier avait refusé de jouer avec elle dans Vacances romaines ou Sabrina, se trouvant trop vieux pour jouer avec une actrice bien plus jeune que lui. Audrey Hepburn eut surtout comme partenaires des acteurs plus âgés qu'elle, excepté Anthony Perkins et George Peppard. Grant appréciait l'actrice et déclara à la suite du tournage de Charade : « Tout ce que ce je veux pour Noël, c'est un autre film avec Audrey. »

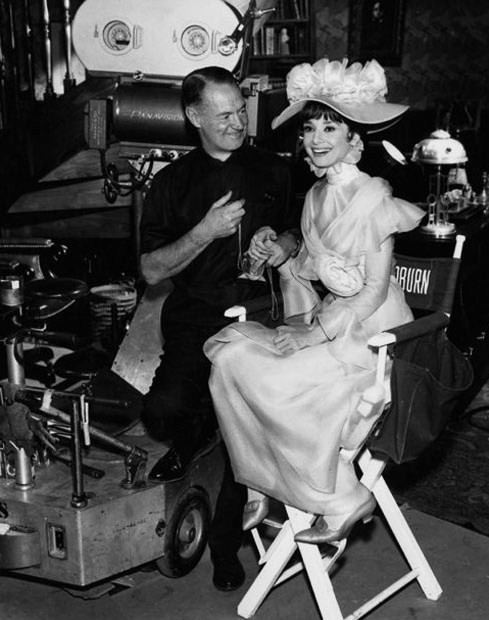
Avec Harry Stradling sur le plateau de tournage de My Fair Lady (1964).

En 1964, elle joue dans My Fair Lady, l'un des films désormais le plus souvent associé à son nom. Après un premier refus, elle accepte le rôle créé sur scène par Julie Andrews. Le film est très attendu par le public, autant que put l'être Autant en emporte le vent selon certains journalistes. Elle commence à enregistrer les passages chantés, mais ils sont finalement doublés par la chanteuse Marni Nixon. Sa prestation est finalement bien accueillie par la critique. Le critique Gene Ringgold écrit alors dans Sounstage « Audrey Hepburn est magnifique. Elle restera l'Eliza éternelle » (« Audrey Hepburn is magnificent. She is Eliza for the ages ») mais en ajoutant « Tous s'accordent que si Julie Andrews ne pouvait être dans le film, Audrey Hepburn était le choix parfait » (« Everyone agreed that if Julie Andrews was not to be in the film, Audrey Hepburn was the perfect choice »).
La même année, elle retrouve William Holden pour Deux têtes folles.
En 1966, elle est la complice de Peter O'Toole dans la comédie légère Comment voler un million de dollars. La même année elle acquiert une villa à Tolochenaz en Suisse, nommée La Paisible, qui sera sa demeure durant près d'une trentaine d'année, jusqu'à sa mort .
En 1967, elle joue avec Albert Finney dans Voyage à deux. Ce film sur la question du divorce coïncide avec ses difficultés conjugales. La même année, elle accepte un dernier rôle avec le thriller Seule dans la nuit où, jouant une jeune femme aveugle, elle affronte trois trafiquants de drogue. Mel Ferrer produit le film alors que leur mariage connaît de plus en plus de difficultés ; le couple se distend.
En 1968, après quatorze ans de vie commune avec Mel Ferrer, le couple divorce, notamment en raison de divergences sur la carrière d'Audrey et de relations extraconjugales. Le divorce est prononcé le 20 novembre 1968. La même année, l'actrice annonce mettre un terme à sa carrière cinématographique.

### Années 1970 et 1980
Audrey Hepburn reste très brièvement seule et, dès le 18 janvier 1969, se marie avec un psychiatre italien, le docteur Andrea Dotti, rencontré lors d'une croisière privée en juin 1968. Ils s'installent à Rome et l'actrice se consacre à sa famille.

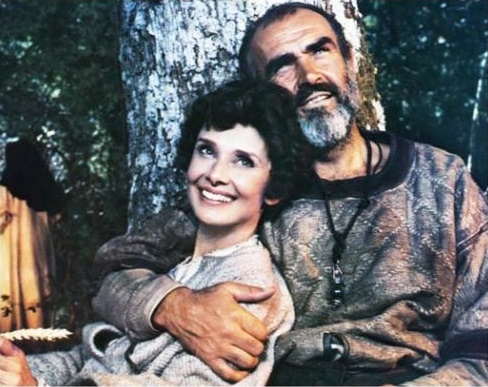
Avec Sean Connery dans La Rose et la Flèche (1976).

Le 8 février 1970, elle accouche d'un deuxième garçon, Luca Dotti. Le mariage ne dure cependant pas plus d'une dizaine d'années et, au début des années 1980, le couple se sépare, puis divorce à cause de leurs liaisons extra-maritales respectives, en particulier celle d'Andrea avec le mannequin Daniela. Audrey Hepburn vit alors avec l'acteur néerlandais Robert Wolders jusqu’à la mort de l'actrice, sans se marier.
Conformément à son retrait annoncé du cinéma, elle refuse la plupart des rôles qui lui sont malgré tout proposés, comme Out of Africa. Elle joue dans quelques rares films, notamment dans La Rose et la Flèche (1976) aux côtés de Sean Connery.
En 1989, elle fait une dernière apparition au cinéma avec le rôle d'un ange dans le film Always réalisé par Steven Spielberg. Le succès n'est cependant pas au rendez-vous.

### Travail pour l'Unicef et mort

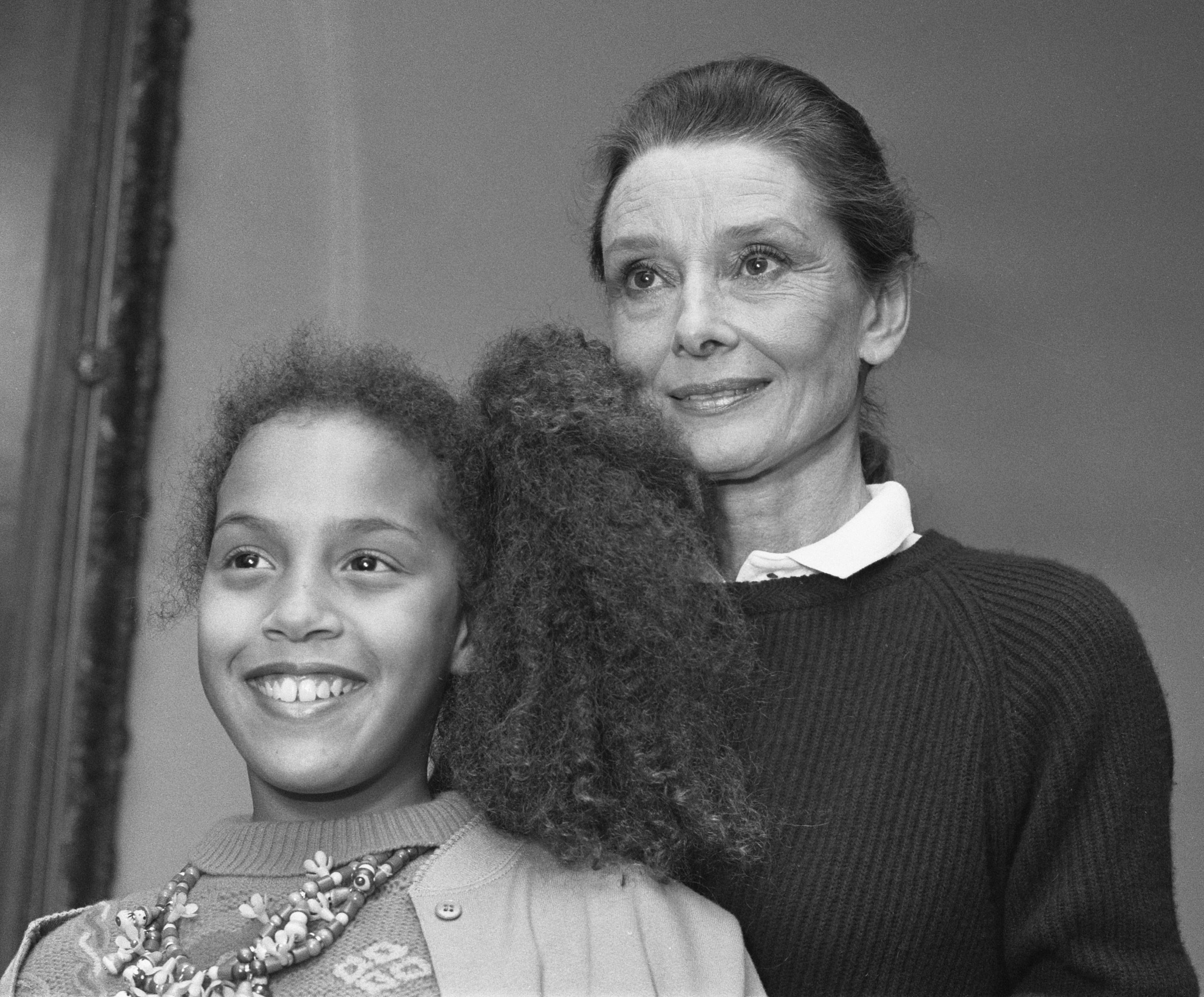
Audrey Hepburn aux Pays-Bas en 1989 à l’occasion du prix international Danny Kaye pour les enfants de l'Unicef.

Dans son action au côté du Fonds des Nations unies pour l'enfance (Unicef) à partir de 1988 en tant qu'ambassadrice spéciale pour l’Afrique et l'Amérique latine, Audrey Hepburn effectue une cinquantaine de voyages d'études au Soudan, au Salvador, au Honduras, au Mexique, au Venezuela, en Équateur, au Bangladesh, au Viêt Nam, en Thaïlande, en Éthiopie, en Érythrée et en Somalie, jusqu’en 1992.
Dans la même volonté de défendre l'enfance, elle participe à une série télévisée intitulée Gardens of the World with Audrey Hepburn qui fut diffusée sur PBS le jour de sa mort. Elle enregistre également un CD de contes pour enfants qu'elle lit, Les Contes enchantés d'Audrey Hepburn. Pour cet album, elle remporte un Grammy Award posthume, celui de « meilleur album parlé pour enfants ».
En 1989, elle prononce le discours de clôture de la Convention internationale des droits de l'enfant au siège de l'ONU.

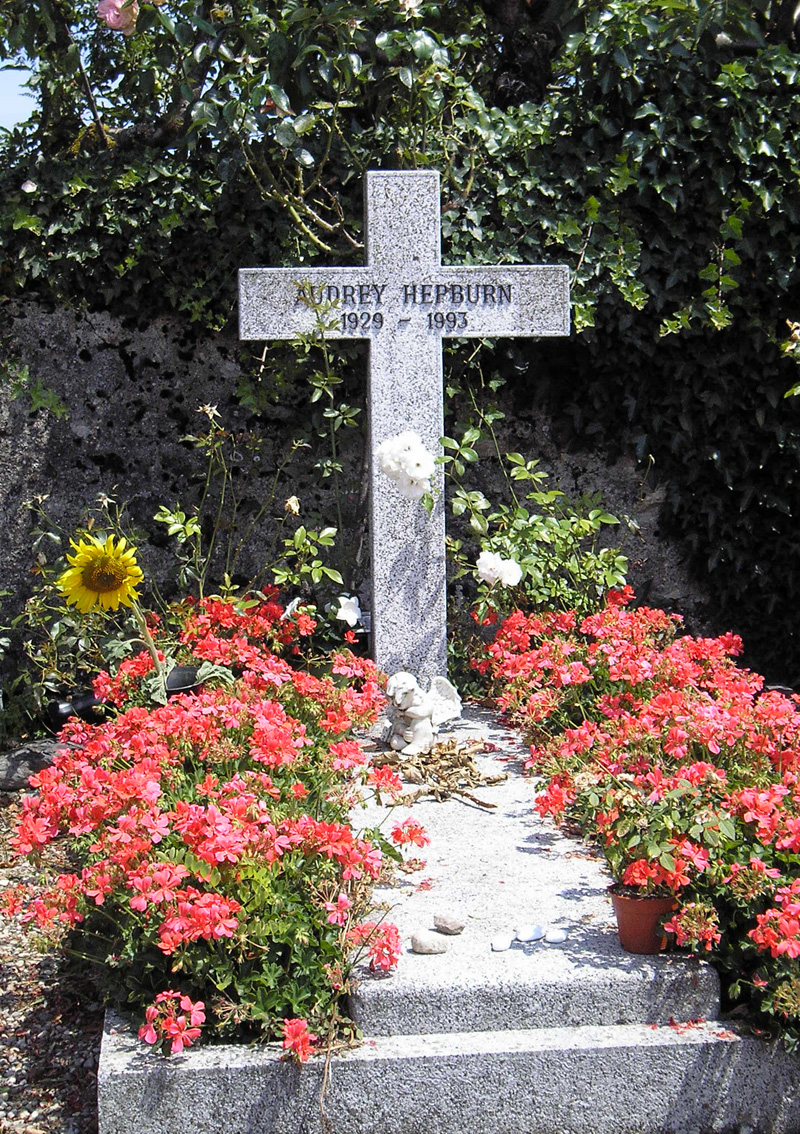
Tombe d’Audrey Hepburn à Tolochenaz (Suisse).

Fin 1992, Audrey Hepburn commence à ressentir des douleurs à l'estomac. Elle pense d’abord qu'il s'agit d'un virus contracté en Afrique, mais les médecins lui diagnostiquent un cancer de l'appendice iléocœcal. Elle reste dans sa villa suisse, La Paisible, à Tolochenaz dans le canton de Vaud entre Genève et Lausanne, entourée de ses proches. Elle y meurt le 20 janvier 1993.
Ses obsèques sont célébrées le 24 janvier à l'église réformée de Tolochenaz, en présence de ses deux anciens maris Mel Ferrer et Andrea Dotti, ainsi que d'Hubert de Givenchy, Alain Delon, Roger Moore et du prince Sadruddin Aga Khan. Sa tombe, située dans le petit cimetière du village, est d'une grande sobriété, à l'image de l'actrice.
Le 7 mai 2002, l'Unicef inaugure une statue à sa mémoire, dénommée L'Esprit d'Audrey et située au siège de l'organisation internationale. « Nous sommes réunis pour célébrer la vie de notre amie Audrey Hepburn et sa seconde carrière, encore plus brillante, d'Ambassadrice de l'UNICEF », déclara alors Roger Moore. Selon les confidences qu'elle a faites à ce dernier, son service de l'Unicef était en partie motivé par son passé :

« J'étais une enfant sous-alimentée pendant les années de l'après-guerre. J'ai bénéficié des services de l'Unicef, j'ai connu l'Unicef toute ma vie. »

— Audrey Hepburn

### Vie privée
|                                       |  |                                         |
| Audrey Hepburn et Mel Ferrer en 1956. |  | Andrea Dotti et Audrey Hepburn en 1967. |

Audrey Hepburn a été mariée deux fois :
- avec Mel Ferrer de 1954 à 1968, avec qui elle a eu un fils, Sean Hepburn Ferrer ;
- avec le psychiatre italien Andrea Dotti de 1969 à 1982, avec qui elle a eu son second fils, Luca Dotti.

Elle a peut-être eu une liaison avec l'acteur Albert Finney, son partenaire dans le film Voyage à deux, celui-ci ayant choisi d’épouser Anouk Aimée. Audrey Hepburn aurait également eu une relation avec le duc de Cadix, cousin germain du roi d’Espagne Juan Carlos.
À la fin de sa vie, elle a une passion amoureuse avec Robert Wolders, un acteur néerlandais, qui l'accompagne dans ses derniers jours.

## Un style particulier

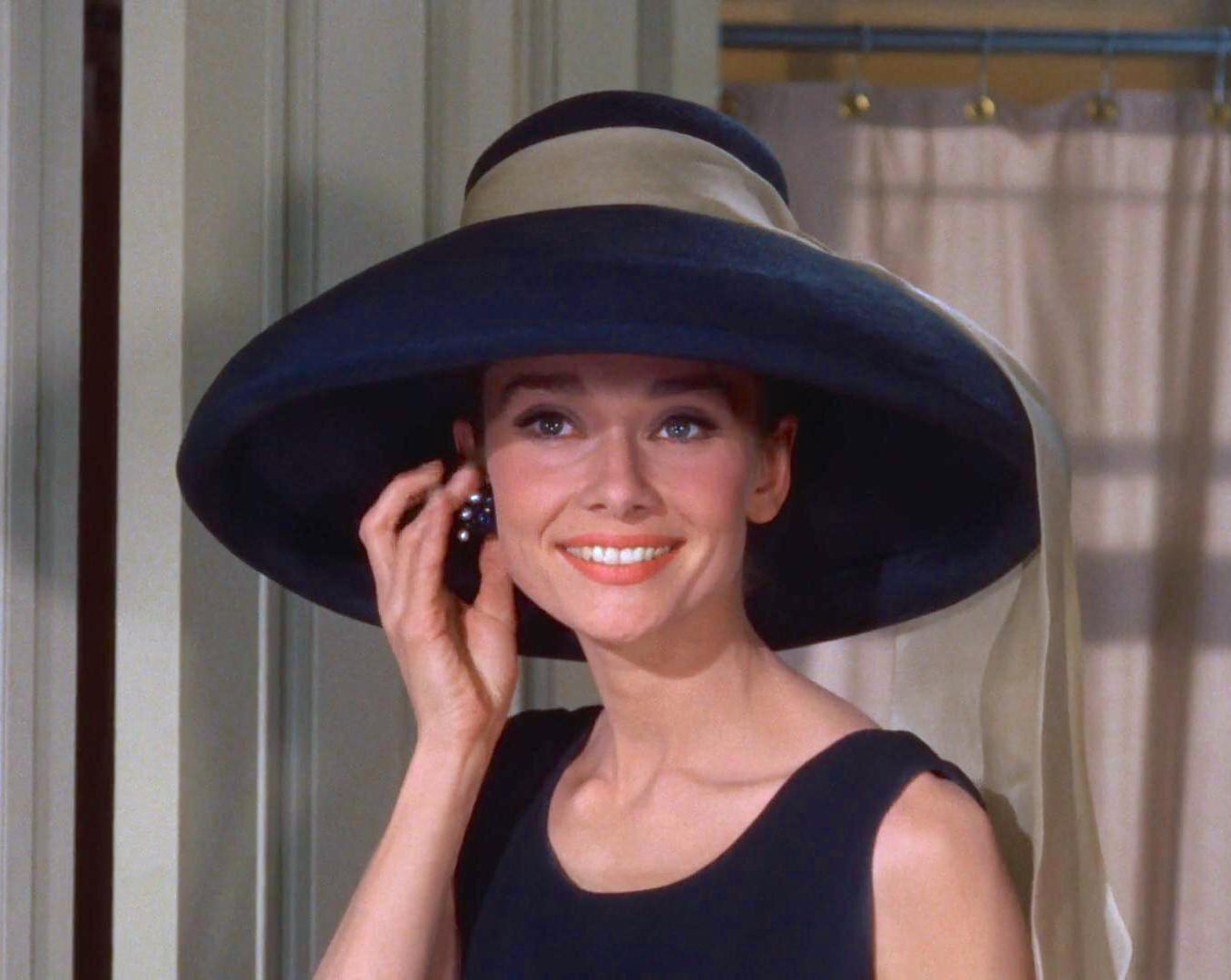
Audrey Hepburn dans Diamants sur canapé (1961).

Audrey Hepburn a marqué son temps par l'incarnation d'un style particulier, chic et sophistiqué,. L'actrice Shirley MacLaine, sa partenaire dans La Rumeur, dit ainsi d'elle :

« Quand je pense à Audrey, à sa noblesse de cœur et à sa fantaisie, je suis toujours émue. Elle avait des qualités très rares et j'enviais son style et son goût. Je me sentais gauche et mal fagotée quand j'étais en sa compagnie. Je lui en ai fait part. Elle m'a dit de ne pas me tracasser, qu'elle m'apprendrait à m'habiller si je lui apprenais à jurer. Nous n'y sommes jamais parvenues ! »

— Shirley MacLaine.

« Audrey Hepburn, un vrai petit saxe, se levait sans hâte, son petit caniche dans les bras et s'avançait sur la scène comme si elle eût glissé sur du satin. »

— Shirley MacLaine
Elle inspira également le photographe de mode Richard Avedon, dont la vie servit de trame dans le film Drôle de frimousse.

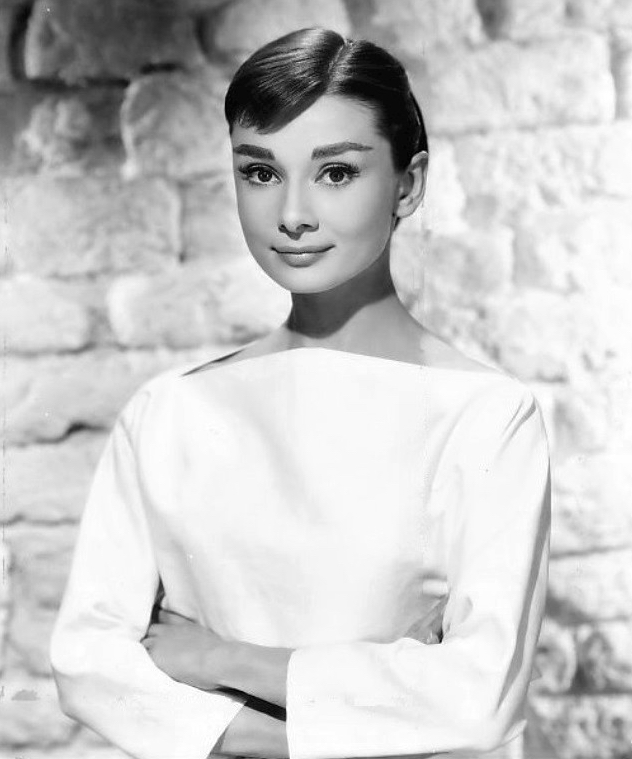
Audrey Hepburn en 1956.

Son physique était très éloigné des canons hollywoodiens qui, à l'époque, préférait les actrices aux formes généreuses comme Marilyn Monroe, Kim Novak, Lana Turner ou la Française Martine Carol. « Elle est capable, à elle seule, de faire de la poitrine une valeur du passé », disait malicieusement Billy Wilder.
Audrey Hepburn incarne à l'inverse un « charme tout nouveau de « garçonnet manqué », mais très féminin par sa grâce, ses yeux immenses et ses longues jambes ». Son choix, encore à l'encontre des stéréotypes, de conserver l'épaisseur naturelle de ses sourcils bruns contribue également à rendre sa « drôle de frimousse » (Funny face en anglais) inoubliable.
Ce style d'Audrey Hepburn est en bonne partie le résultat de la rencontre avec le couturier Hubert de Givenchy en 1952, puis leur collaboration à l'occasion du tournage de Sabrina ; « Un mélange de mannequin ultra-chic et de ballerine classique » écrit Vogue en mars 1952. Il dessina ses robes pour le film qui obtint alors l’Oscar de la meilleure création de costumes. Ce fut Edith Head, la costumière du film, qui fut récompensée et non Givenchy, qui n'était pas crédité au générique. Elle demeurera toute sa vie son amie, son égérie et son ambassadrice qui l'émerveillait toujours, même au bout de longues années de collaboration : « Ses mensurations n'ont pas varié d'un centimètre en trente-cinq ans. » Ce à quoi Audrey répondait : « J'ai beaucoup de choses en commun avec Hubert. On aime les mêmes choses ». Elle accepta de redevenir mannequin, à l'occasion, pour présenter les créations de son ami.

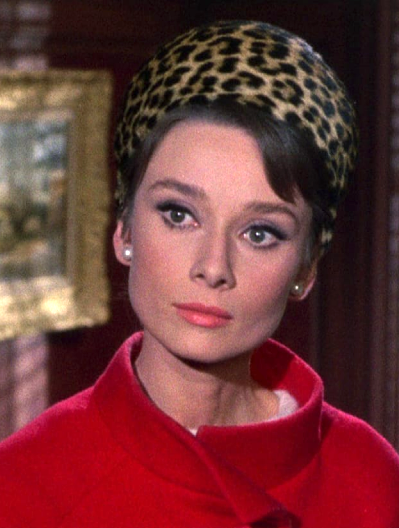
Dans Charade (1963).

En 1988, lorsqu'elle vient à Paris présenter la collection d'été de Givenchy, elle déclare : « Où que je sois dans le monde, il est toujours là. Par un bouquet, un télégramme… C'est un homme qui ne se disperse pas en mondanités. Il a le temps pour ceux qu'il aime. » Le couturier dessina ses tenues pour de nombreux films par la suite et créa un parfum pour elle, L'Interdit. Parmi les films pour lesquels il l'habilla figurent Drôle de frimousse, Ariane, Diamants sur canapé, Deux têtes folles, Charade ou Comment voler un million de dollars. Audrey Hepburn dira par la suite à son propos : « C'est lui qui m'a donné un look, un genre, une silhouette ». Et encore plus : « Il a toujours été le meilleur et il l'est resté. Parce qu'il a gardé ce style dépouillé que j'adore. Qu'y a-t-il de plus beau qu'un fourreau tout simple fait d'une façon extraordinaire dans un tissu extraordinaire, et juste avec deux boucles d'oreille ? » Après Diamants sur canapé, la robe noire de soirée, mais surtout le trio collier de fausses perles, robes sans manche et longs gants foncés, deviennent immédiatement des classiques de la mode.
Ferragamo a créé la ballerine « Audrey » pour elle. Elle devient l'ambassadrice de la maison et cette dernière lui rendit hommage en 1999 en dédiant une exposition à l'actrice : « Audrey Hepburn, une femme, le style (Audrey Hepburn, una donna, lo stile),. » Elle a également popularisé les lunettes Ray-Ban Wayfarer, après le film Diamants sur canapé en 1961 et est connue pour s'être habillée également auprès des Sœurs Fontana. Audrey Hepburn a par ailleurs fait la une de nombreux magazines de mode comme Vogue ou le Harper's Bazaar.
Elle continue à exercer une influence sur la mode,, ainsi sur Maria Callas, ou sur des actrices, telle Keira Knightley, voire des personnages de dessin animé comme la Princesse Aurore dans La Belle au bois dormant des Studios Disney en 1959. Dès sa première collaboration avec Hubert de Givenchy, le style d'Audrey Hepburn révolutionne l'image de la femme dans la mode,. « Toutes les femmes voulaient être Audrey Hepburn » ; durant une décennie, elle est copiée jusqu'à sa coupe de cheveux ou la façon dont elle parle et se déplace.

## Popularité

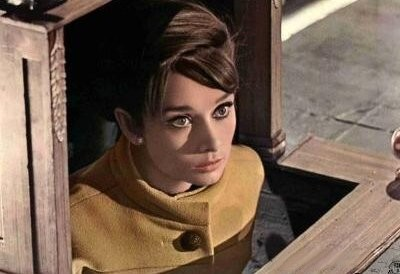
Dans Charade (1963).

Depuis sa mort, la popularité d'Audrey Hepburn ne se dément pas. Les références à l'actrice, ainsi qu'aux rôles qu'elle incarna, sont nombreuses. En 1993, année de sa mort, un documentaire est réalisé sur elle. En 2000, un biopic, Audrey Hepburn, une vie, retraçant sa vie avec Jennifer Love Hewitt dans le rôle-titre. Il reçoit un accueil très mitigé en raison d'erreurs factuelles répétées. En 2003, le United States Postal Service sort un timbre à son effigie, illustré par Michael J. Deas, la décrivant comme une légende de Hollywood impliquée dans l'aide humanitaire.
Son fils aîné, Sean Hepburn Ferrer, a créé l'Audrey Hepburn Children's Fund, organisation américaine visant à perpétuer l’engagement humanitaire de sa mère.
Son image est encore largement utilisée dans des films ou dans des publicités. Dans le film Pretty Woman, Julia Roberts regarde Audrey Hepburn jouant dans Charade, comme symbole du romantisme. Dans Simone (2001), Andrew Niccol présente plusieurs images de l'actrice dans Diamants sur canapé comme référence au charme et à la beauté. Enfin, récemment, son image a été utilisée dans la série télévisée à succès Gossip Girl où Blair Waldorf, l'un des personnages principaux, voit en Audrey Hepburn une incarnation parfaite de la féminité et du chic new-yorkais, et s'identifie totalement à son idole. C'est ainsi que la scène de Diamants sur canapé où Audrey Hepburn cherche son chat est reprise dans l'épisode 14 de la saison 1 intitulé Blair Bitch Project, le début de l'épisode 4 de la saison 1 intitulé Bad News Blair, représente la scène d'ouverture du même film, et qu'une scène de My Fair Lady est également réinterprétée par Blair Waldorf dans l'épisode 6 de la saison 2 intitulé New Haven Can Wait. Dans Easy J, l'épisode 6 de la saison 4, au début, Blair reprend le rôle d'Audrey dans Seule dans la nuit. Mais aussi dans Glee, les deux personnages Rachel Berry et Kurt Hummel reprennent dans l'épisode 22 de la saison 2 intitulé New York, la scène du début de Diamants sur canapé où Audrey Hepburn mange un bagel.

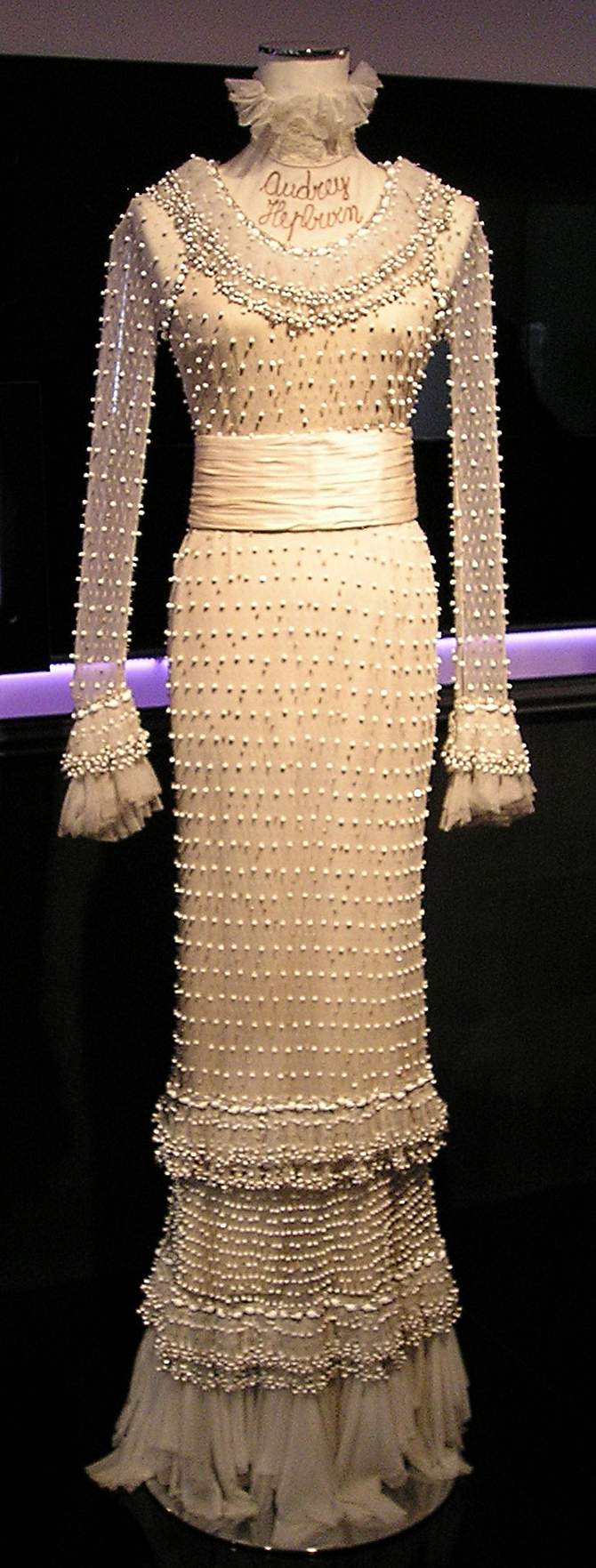
Robe de bal créée par le styliste Valentino, portée par Audrey Hepburn au Château de Ferrières en 1971.

Au Japon, le thé Kirin a utilisé des images colorisées du film Vacances romaines lors d’une campagne publicitaire. Aux États-Unis, la marque Gap a diffusé fin 2006 un clip basé sur une scène du film Drôle de frimousse. Gap a accompagné la campagne d'un don au Audrey Hepburn Children’s Fund. Les Parfums Givenchy ont également utilisé son image pour la promotion du parfum L'Interdit, créé à l’origine pour Audrey Hepburn. La légende raconte qu'en apprenant que cette fragrance exclusive allait être commercialisée, l'actrice se serait exclamée « Mais je vous l'interdis ! », inspirant à Hubert de Givenchy le nom donné par la suite au parfum.
La petite robe noire (en fait une longue robe de soirée) dessinée par Hubert de Givenchy pour Diamants sur canapé a été vendue aux enchères par la maison de ventes Christie's le 5 décembre 2006 et a atteint 467 200 £, soit environ 607 720 €. Son estimation n'était que de 70 000 £ et le montant atteint est le record pour un costume de cinéma. Les revenus tirés de la vente ont été reversés au fonds d'aide des enfants de la Cité de la joie, à Calcutta, à qui Givenchy avait initialement donné ce vêtement. La robe noire Givenchy d'Audrey Hepburn vendue n'est cependant pas celle que porte l'actrice dans le film. Des deux robes qu'elle porta — sur les trois conçues —, l'une est conservée dans les collections privées de la maison Givenchy, l'autre au musée du costume à Madrid. L'acheteur, qui avait gardé le secret, était Bernard Arnault, le propriétaire de Givenchy.
La robe de cocktail rose à pois, que l'actrice portait en 1961 dans le même film, a été vendue aux enchères à New York pour 192 000 $ fin mai 2007.
Dans les illustrations et couvertures de l'artiste Adam Hughes, Audrey Hepburn sert de modèle pour Selina Kyle, la Catwoman de l'éditeur DC Comics.
Le 1er septembre 2012, la place du marché de Tolochenaz (Suisse) est rebaptisée place Audrey-Hepburn. Un buste en bronze de l'actrice offert par ses fils Luca Dotti et Sean Hepburn Ferrer est inauguré le même jour.
Le 4 mai 2014, pour le quatre-vingt-cinquième anniversaire de sa naissance, le moteur de recherche Google affiche un doodle à l'effigie de l'actrice. Réalisé par Jennifer Hom, il s'inspire du célèbre portrait tiré en 1956 par Yousuf Karsh.
La marque de luxe ST Dupont a créé une ligne de briquets en l'honneur d'Audrey Hepburn.

## Théâtre
- 1948 : High Button Shoes de Julius Styne
- 1949 : Sauce tartare de Cecil Landeau
- 1950 : Sauce piquante de Cecil Landeau
- 1951-1953 : Gigi de Colette, mise en scène de Raymond Rouleau
- 1954 : Ondine de Jean Giraudoux, mise en scène d'Alfred Lunt

## Filmographie

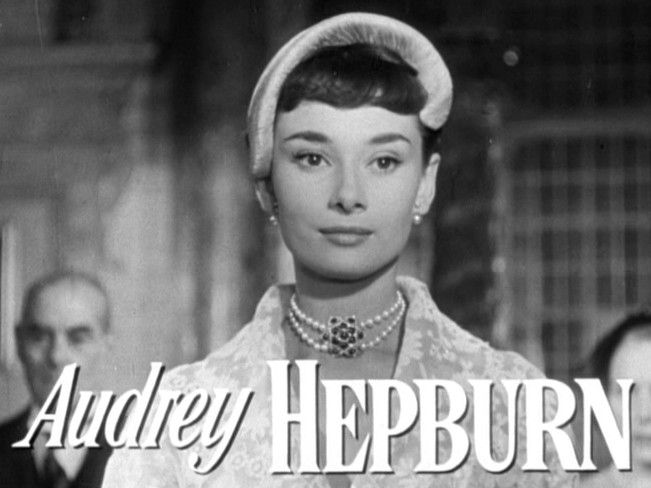
Audrey Hepburn dans Vacances romaines (1953).

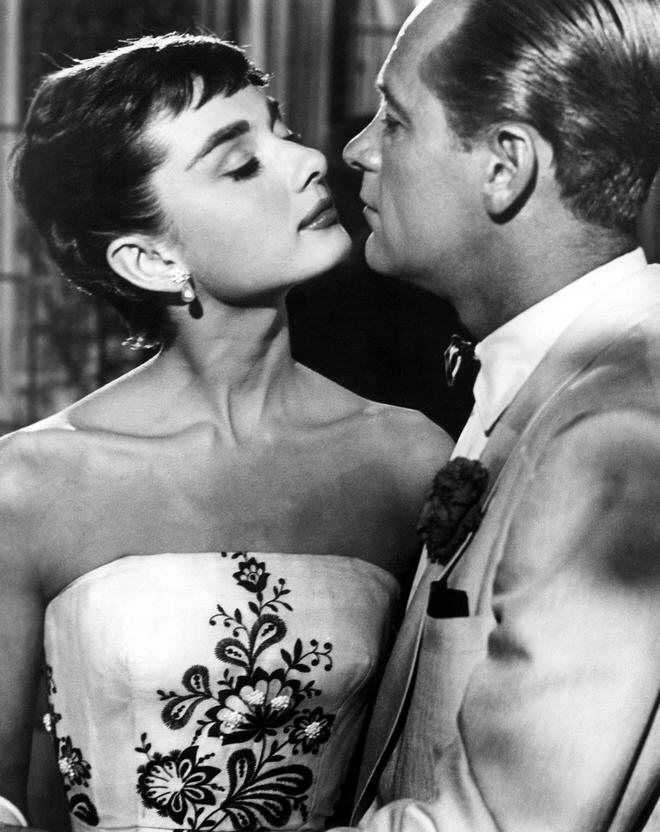
Avec William Holden dans Sabrina (1954) ; Hepburn est habillée par Givenchy.

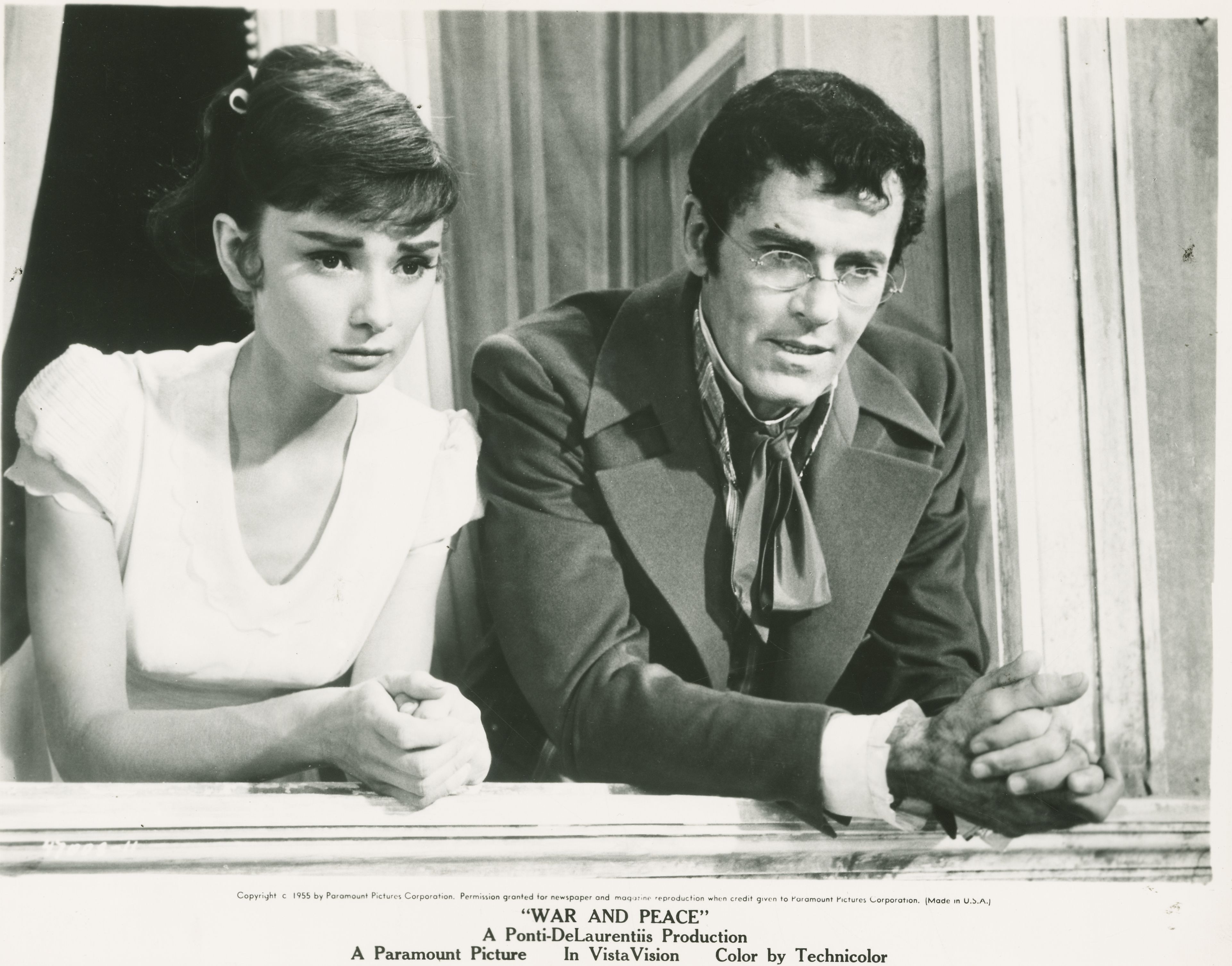
Avec Henry Fonda dans Guerre et Paix (1956).

- 1948 : Le Néerlandais en sept leçons (Nederlands in 7 lessen) de Charles Huguenot van der Linden : l'hôtesse de l’air
- 1951 : Une avoine sauvage (One Wild Oat) de Charles Saunders : la réceptionniste de l’hôtel
- 1951 : Rires au paradis (Laughter in Paradise) de Mario Zampi : la vendeuse de cigarettes
- 1951 : Histoire de jeunes femmes (Young Wives’ Tale) de Henry Cass : Eve Lester
- 1951 : De l'or en barres (The Lavender Hill Mob) de Charles Crichton : Chiquita
- 1952 : Secret People (The Secret People) de Thorold Dickinson : Nora Brentano
- 1952 : Nous irons à Monte-Carlo / Monte Carlo Baby[j]  de Jean Boyer : Melissa Walter
- 1953 : Vacances romaines (Roman Holiday) de William Wyler : la princesse Anne
- 1954 : Sabrina (Sabrina) de Billy Wilder : Sabrina Fairchild
- 1956 : Guerre et Paix (War and Peace) de King Vidor : Natacha Rostov
- 1957 : Drôle de frimousse (Funny Face) de Stanley Donen : Jo Stockton
- 1957 : Ariane (Love in the Afternoon) de Billy Wilder : Ariane Chavasse
- 1959 : Vertes Demeures (Green Mansions) de Mel Ferrer : Rima
- 1959 : Au risque de se perdre (The Nun’s Story) de Fred Zinnemann : sœur Luc (Gabrielle van der Mal)
- 1960 : Le Vent de la plaine (The Unforgiven) de John Huston : Rachel Zachary
- 1961 : Diamants sur canapé (Breakfast at Tiffany’s) de Blake Edwards : Holly Golightly
- 1961 : La Rumeur (The Children’s Hour) de William Wyler : Karen Wright
- 1963 : Charade (Charade) de Stanley Donen : Regina Lampert
- 1964 : Deux Têtes folles (Paris When It Sizzles) de Richard Quine : Gabrielle Simpson
- 1964 : My Fair Lady (My Fair Lady) de George Cukor : Eliza Doolittle
- 1966 : Comment voler un million de dollars (How to Steal a Million) de William Wyler : Nicole Bonnet
- 1967 : Voyage à deux (Two for the Road) de Stanley Donen : Joanna Wallace
- 1967 : Seule dans la nuit (Wait Until Dark) de Terence Young : Susy Hendrix
- 1976 : La Rose et la Flèche (Robin and Marian) de Richard Lester : Lady Marianne
- 1979 : Liés par le sang (Bloodline) de Terence Young : Elizabeth Roffe
- 1981 : Et tout le monde riait (They All Laughed) de Peter Bogdanovich : Angela Niotes
- 1987 : La Rançon mexicaine (Love Among Thieves) (téléfilm) de Roger Young : la baronne Caroline DuLac
- 1989 : Always de Steven Spielberg : Hap

## Distinctions
Audrey Hepburn est l'une des huit personnes à avoir remporté un Emmy, un Grammy, un Oscar et un Tony Award (John Gielgud, Helen Hayes, Marvin Hamlisch, Mel Brooks, Rita Moreno, Mike Nichols et Barbra Streisand sont les autres lauréats).
En 1954, elle remporte l'Oscar de la meilleure actrice dans une comédie romantique pour Vacances romaines (1953).. Elle sera également nommée quatre autres fois pour cette récompense, pour ses rôles dans Sabrina (1954), Au risque de se perdre (1959), Diamants sur canapé (1961) et Seule dans la nuit (1967). Quatre jours après cette cérémonie, le 29 mars 1954, elle reçoit un Tony Award pour sa prestation dans Ondine de Jean Giraudoux.
Pour ce même rôle dans Vacances Romaines, l'Oscar est complété d'un British Academy Award (BAFTA), du New York Film Critics Circle Award et d'un Golden Globe. Elle recevra un second New York Film Critics Circle Award ainsi qu'un second BAFTA pour Au risque de se perdre (1957)..
Elle a par ailleurs remporté un Henrietta Award 1955 pour l'actrice la plus aimée au monde, le Cecil B. DeMille Award en 1990 et le Screen Actors Guild Life Achievement Award en 1992. On lui décerna également à titre posthume le prix humanitaire Jean-Hersholt en 1993. Jean Hersholt était celui qui lui avait remis son oscar en 1953. Toujours pour son engagement humanitaire, elle reçut en décembre 1992 la médaille présidentielle de la Liberté.

### Récompenses
- 1953 : New York Film Critics Circle Awards de la meilleure actrice dans une comédie romantique pour Vacances romaines (1953).
- 7e cérémonie des British Academy Film Awards 1954 : Meilleure actrice dans une comédie romantique pour Vacances romaines (1953).
- 11e cérémonie des Golden Globes 1954 : Meilleure actrice dans une comédie romantique pour Vacances romaines (1953).
- 26e cérémonie des Oscars 1954 : Meilleure actrice dans une comédie romantique pour Vacances romaines (1953).
- 12e cérémonie des Golden Globes 1955 : Lauréate du Prix Henrietta Award.
- 1958 : Laurel Awards de la meilleure actrice dans une comédie romantique pour Ariane Love in the Afternoon (1957).
- 1959 : New York Film Critics Circle Awards de la meilleure actrice dans un drame pour Au risque de se perdre (1957).
- Festival international du film de Saint-Sébastien 1959 : Meilleure actrice dans un drame pour Au risque de se perdre (1957).
- 13e cérémonie des British Academy Film Awards 1960 : Meilleure actrice dans un drame pour Au risque de se perdre (1957).
- 5e cérémonie des David di Donatello Awards 1960 : Meilleure actrice étrangère dans un drame pour Au risque de se perdre (1957).
- 7e cérémonie des David di Donatello Awards 1962 : Meilleure actrice étrangère dans une comédie romantique pour Diamants sur canapé Breakfast at Tiffany’s (1961).
- 18e cérémonie des British Academy Film Awards 1965 : Meilleure actrice dans une comédie romantique pour Charade (1963).
- 10e cérémonie des David di Donatello Awards 1965 : Meilleure actrice étrangère dans une comédie romantique pour Charade (1963).
- 47e cérémonie des Golden Globes 1990 : Lauréate du Prix Cecil B. DeMille Award.
- Bambi Awards 1991 : Lauréate du Prix distinguant une personnalité du milieu du cinéma qui s'est impliquée de façon exemplaire dans une cause humanitaire.
- Film at Lincoln Center 1991 : Lauréate du Prix Gala Tribute.
- 45e cérémonie des British Academy Film Awards 1992 : Meilleure contribution au cinéma britannique.
- 65e cérémonie des Oscars 1993 : prix humanitaire Jean-Hersholt distinguant une personnalité du milieu du cinéma qui s'est impliquée de façon exemplaire dans une cause humanitaire.
- Primetime Emmy Awards 1993 : Meilleure prestation dans un programme d'information pour Gardens of the World with Audrey Hepburn (en) (1990).
- Screen Actors Guild Awards 1993 : Lauréate du Prix Screen Actors Guild Life Achievement Award pour l'ensemble de sa carrière.
- Grammy Awards 1994 : Meilleur livre audio pour enfants partagée avec Deborah Raffin et Michael Viner.
- Women in Film Crystal Awards 1993 : Lauréate du Prix Crystal.
- Online Film & Television Association Awards 1997 : Lauréate du Prix pour l'ensemble de sa carrière.

### Nominations
- 27e cérémonie des Oscars 1955 : Meilleure actrice dans une comédie pour Sabrina (1954).
- 14e cérémonie des Golden Globes 1957 : Meilleure actrice dans un drame historique pour Guerre et Paix (1955).
- 15e cérémonie des Golden Globes 1958 : Meilleure actrice dans une comédie romantique pour Ariane (1957).
- 13e cérémonie des British Academy Film Awards 1960 : Meilleure actrice dans un drame pour Au risque de se perdre (1959).
- 17e cérémonie des Golden Globes 1960 : Meilleure actrice dans un drame pour Au risque de se perdre (1959).
- 19e cérémonie des Golden Globes 1962 : Meilleure actrice dans une comédie romantique pour Diamants sur canapé (1961).
- 34e cérémonie des Oscars 1962 : Meilleure actrice dans une comédie romantique pour Diamants sur canapé (1961).
- 21e cérémonie des Golden Globes 1964 : Meilleure actrice dans une comédie policière pour Charade (1963).
- 18e cérémonie des British Academy Film Awards 1965 : Meilleure actrice dans une comédie policière pour Charade (1963).
- 22e cérémonie des Golden Globes 1965 : Meilleure actrice pour My Fair Lady (1964).
- 25e cérémonie des Golden Globes 1968 :
  - Meilleure actrice pour Seule dans la nuit '1967).
  - Meilleure actrice pour Voyage à deux '1967).
- 40e cérémonie des Oscars 1968 : Meilleure actrice pour Seule dans la nuit (1967).

## Hommages

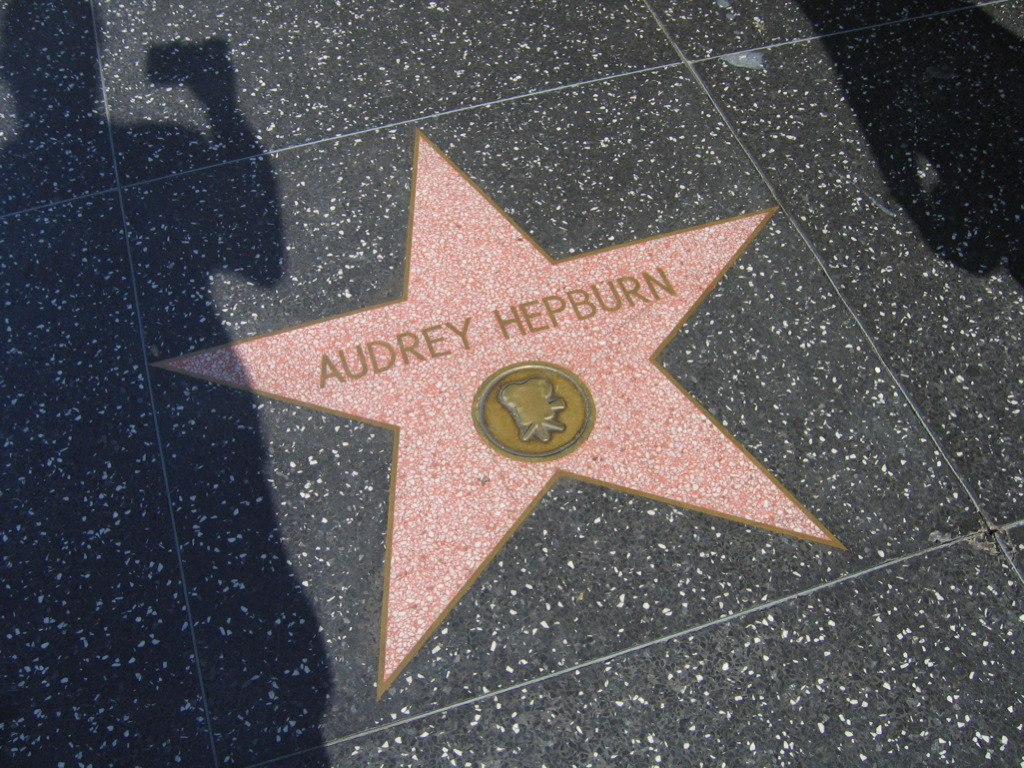
L'étoile d'Audrey Hepburn sur le Hollywood Walk of Fame de Hollywood Boulevard.

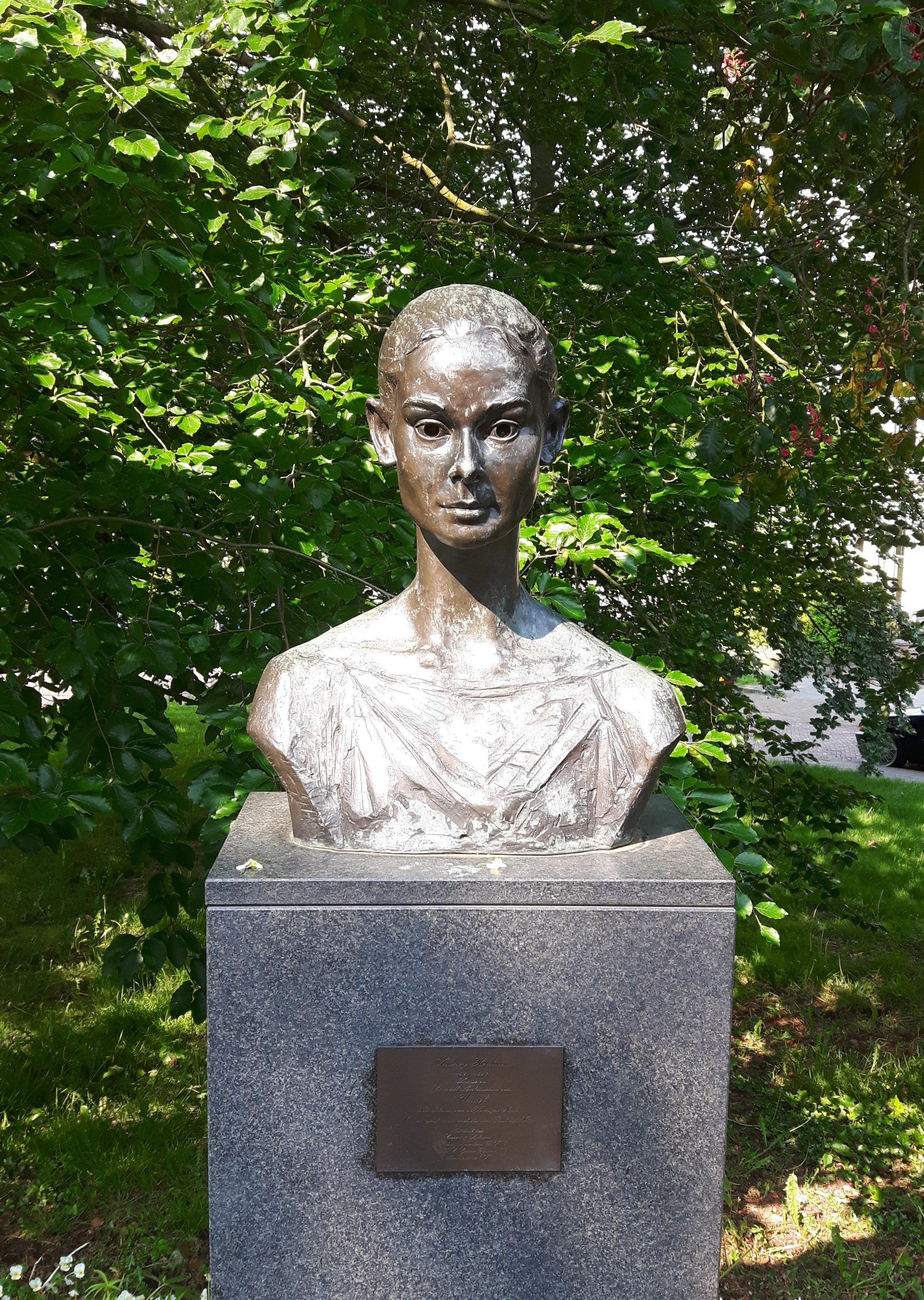
Buste d'Audrey Hepburn à Arnhem (Pays-Bas).

En 1999, l’American Film Institute classe Audrey Hepburn à la troisième place des plus grandes actrices américaines de tous les temps dans le classement AFI's 100 Years... 100 Stars.
Elle possède une étoile sur le Hollywood Walk of Fame, au 1652, Vine Street ; par ailleurs, un astéroïde, (4238) Audrey, a été nommé en son honneur.
En France, une école maternelle et une école élémentaire publiques de Lyon portent son nom depuis 1996,,.
En Suisse, à Morges, l'Expo Fondation Bolle lui consacre une exposition chaque été (exposition temporaire). En 2012, la place du village de Tolochenaz est rebaptisée en son honneur et un buste offert par ses deux fils y est installé.
En 2019, Givenchy présente sa nouvelle égérie, Ariana Grande. Celle-ci porte la robe du couturier qu'Audrey Hepburn revêtait dans le film Diamants sur canapé. Certaines vidéos de la publicité montrent Ariana Grande reproduisant les photographies vues au début du film Drôle de frimousse.
Le 1er septembre 2021, la STIB a inauguré un arrêt à son nom pour les lignes de bus 13 et 88 dans la commune de Jette (anciennement Demunter).
En avril 2022, la commune d’Ixelles, en Belgique, qui a vu naître l'actrice, lui rend hommage en donnant son nom à un jardin communal et en faisant ériger un buste à son effigie. Une rue Audrey Hepburn existait déjà dans la commune de Jette.